# هدأة

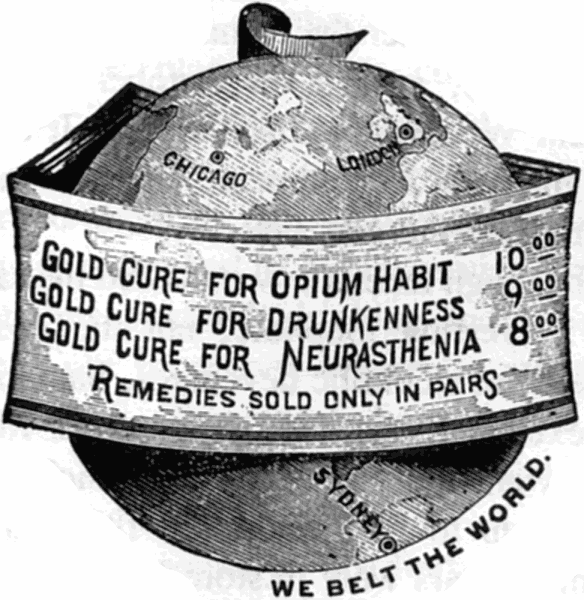

الهدأة (بالإنجليزية: Remission)‏ هي حالة غياب فعالية المرض عند مريض يعرف إصابته بمرض مزمن لا يمكن الشفاء منه. يستخدم مصطلح الهدأة في الأورام وداء الأمعاء الالتهابي، يتوقع عودة هذه الأمراض للظهور لاحقا في المستقبل.

## الأنواع
- الهدأة الكاملة: هي الغياب التام لكل مظاهر المرض.
- الهدأة الجزئية: هي انخفاض مقداره 50٪ أو أكثر في حجم الورم أو المقاييس الأخرى التي يمكن الكشف عنها سريريا أو شعاعيا أو مختبريا من الدم أو البول وغيرها.

لكل مرض وحتى التجارب السريرية لها التعريف الخاص للهدأة الجزئية الخاصة بها.